# Исенбител
Исенбител (њем. Isenbüttel) општина је у њемачкој савезној држави Доња Саксонија. Једно је од 41 општинског средишта округа Гифхорн. Према процјени из 2010. у општини је живјело 6.099 становника. Посједује регионалну шифру (AGS) 3151013.

## Географски и демографски подаци
Исенбител се налази у савезној држави Доња Саксонија у округу Гифхорн. Општина се налази на надморској висини од 68 метара. Површина општине износи 18,6 km². У самом мјесту је, према процјени из 2010. године, живјело 6.099 становника. Просјечна густина становништва износи 327 становника/km².

## Међународна сарадња
| Мјесто       | Држава   | Врста сарадње | Од    |
| ------------ | -------- | ------------- | ----- |
| Штатшлајнинг | Аустрија | партнерство   | 2000. |
| Штатшлајнинг | Аустрија | партнерство   | 1984. |
| Извор        |          |               |       |